# Devapur, Adilabad
Devapur, còn có tên là Jainoor, là một census town thuộc huyện Adilabad, bang Telangana.